# Pozuzo
Pozuzo ist der Hauptort des gleichnamigen Distrikts in der Provinz Oxapampa (Region Pasco) im zentralen Osten von Peru. Pozuzo liegt auf rund 750 m Höhe am Río Huancabamba und hatte beim Zensus 2017 1194 Einwohner.

## Geschichte
Das Tal von Pozuzo war bereits vor der spanischen Kolonialisierung von indigenen Völkern bewohnt. Benannt ist der Ort nach dem Bach Pozuzo, einem der Quellbäche des Huallaga. Das Wort Pozuzo kommt aus der Sprache der Amuesha (Yanesha) und bedeutet „Fluss mit dem salzigen Wasser“.
Im Jahre 1859 wurde die „Kolonie Pozuzo“ von Tirolern, Rheinländern und wenigen Bayern gegründet. Angeworben wurden die Auswanderer von dem deutschen Forscher und Weltreisenden Kuno Damian von Schütz-Holzhausen. Leiter der Gruppe war der katholische Priester Joseph Egg aus Tirol. 1857 verließ die Gruppe, bestehend aus 180 Tirolern und 120 Rheinländern und Bayern, an Bord eines Frachtseglers von Antwerpen aus Europa in Richtung Huacho. Von ihnen erreichten nur 156 Pozuzo. 1868 folgte eine zweite Einwanderergruppe von 315 Personen. Die Volkszählung 1958 ergab, dass von den damals 1465 Einwohnern von Pozuzo 337 ausschließlich Vorfahren aus Österreich und Deutschland hatten sowie 517 teilweise und dass für 497 von ihnen Deutsch die erste Sprache, also Muttersprache, war.
Die Bevölkerung lebt überwiegend von der Landwirtschaft (Mais, Südfrüchte wie Bananen und Orangen, Kaffee, Tabak, Viehzucht und teilweise noch Coca-Anbau) und vom Tourismus.
Laut einem Schild am südlichen Ortseingang nennt sich Pozuzo sowohl in Deutsch als auch in Spanisch „la única colonia Austro-Alemana del mundo – die einzige österreichisch-deutsche Kolonie der Welt“.
Der Ort erhielt erst seit 1975 mit der PE5NA eine Straßenverbindung. Die Straße ist unbefestigt und hat im Großen und Ganzen nur eine Fahrbahn für beide Fahrtrichtungen, die oft von steilen Abhängen und Felswänden gesäumt ist – nur erfahrenen Autofahrern ist die Fahrt angeraten. Regelmäßig verkehrende Autobusse brauchen für die letzten 80 km zum Ort rund dreieinhalb Stunden. Wenige Kilometer südlich des Ortes, kurz hinter dem Weiler Prusia („Preußen“), befindet sich ein kleiner Flughafen.

## Gemeindepartnerschaften
- Haiming, Österreich
- Silz, Österreich

## Film
- 120 JAHRE EINSAMKEIT: Eine deutsch-osterreichische Kolonie im Urwald Perus, D 2009–2011,  Ein Film von Jörg Förster und Jorge Marroquín-Winkelmann[4]
- Pozuzo, eine deutsch-tirolerische Sprachinsel in Peru, Ö 2011, Ein Film von Emanuel Bachnetzer
- Bananenstrudel Dirndl, Ö 2015, Ein Film von Emanuel Bachnetzer[5]

## Radiobeiträge
- Pozuzo, ein Dorf in Peru Eine Reportage (24 min) in der Reihe „Breitengrad“ auf Bayern2 vom 19. Mai 2012 von Tom Noga